# Grabados rupestres de Tanum
Los grabados rupestres de Tanum se encuentran en la costa occidental de Suecia, aproximadamente a la misma distancia de Oslo y de Gotemburgo, unos 150 kilómetros al norte de Gotemburgo, en la provincia histórica de Bohuslän, municipio de Tanum, cuya principal localidad es Tanumshede. Están entre los más famosos grabados rupestres de Suecia. El lugar está inscrito en la lista del Patrimonio de la Humanidad de la Unesco desde 1994.

## Los grabados rupestres de la Europa del norte

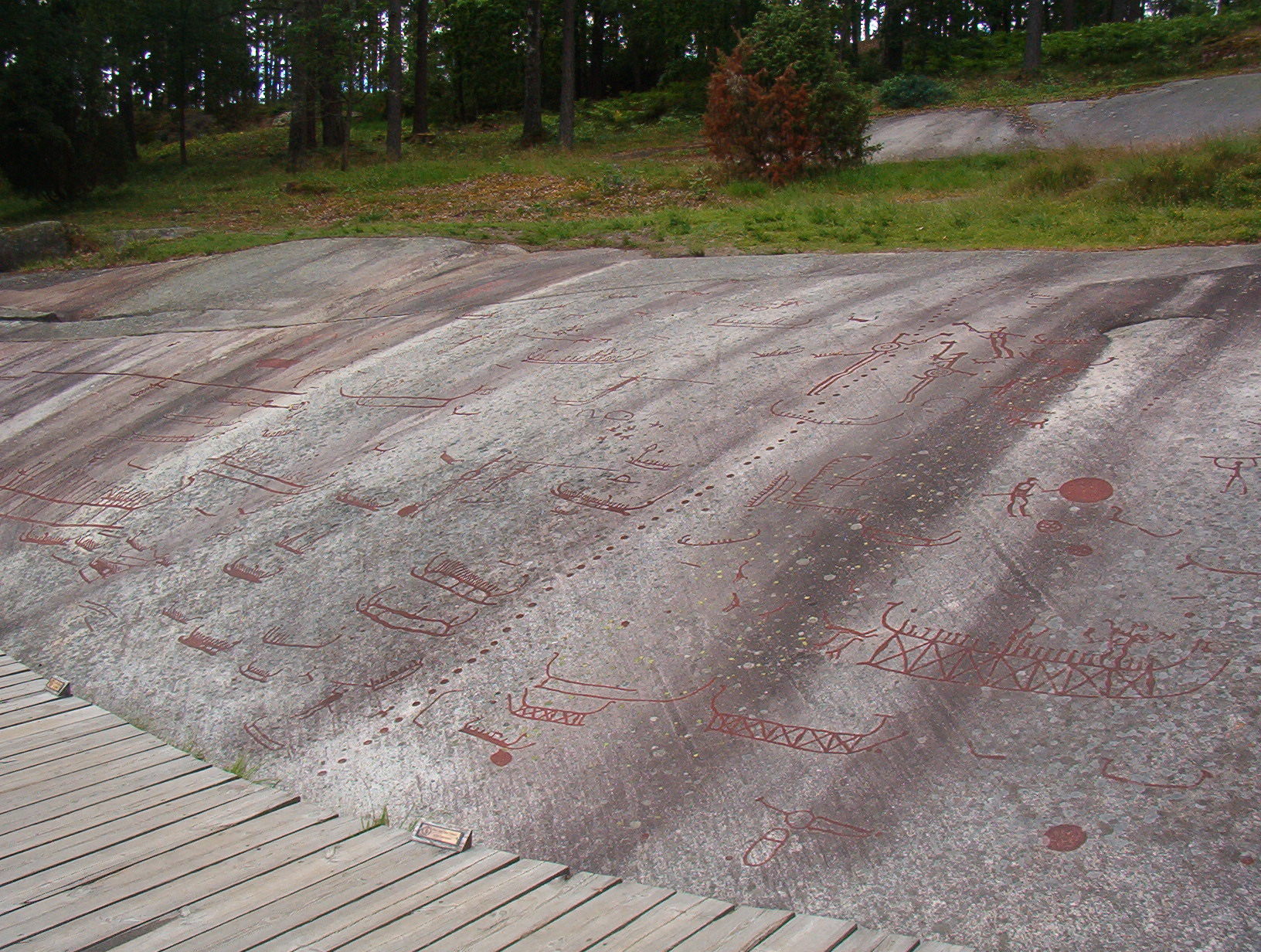
2. Vitlycke, la losa principal.

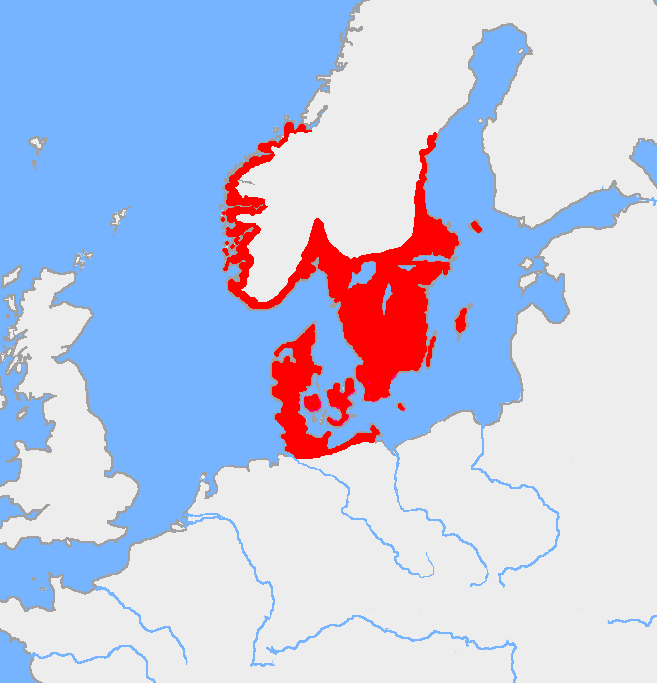
Extensión de la cultura de la Edad del Bronce hacia 1200 a. C.

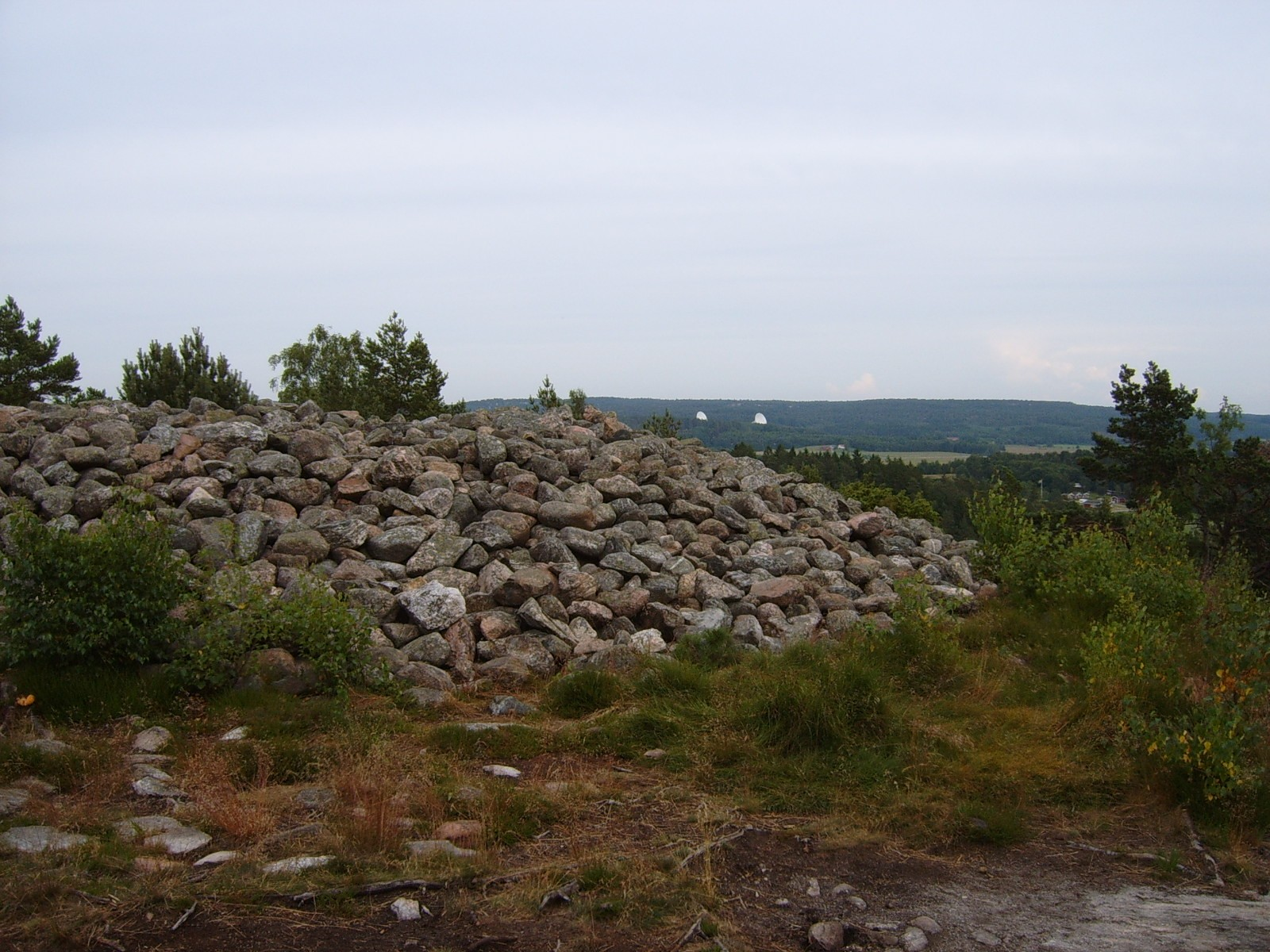
3. Los túmulos de Vitlycke.

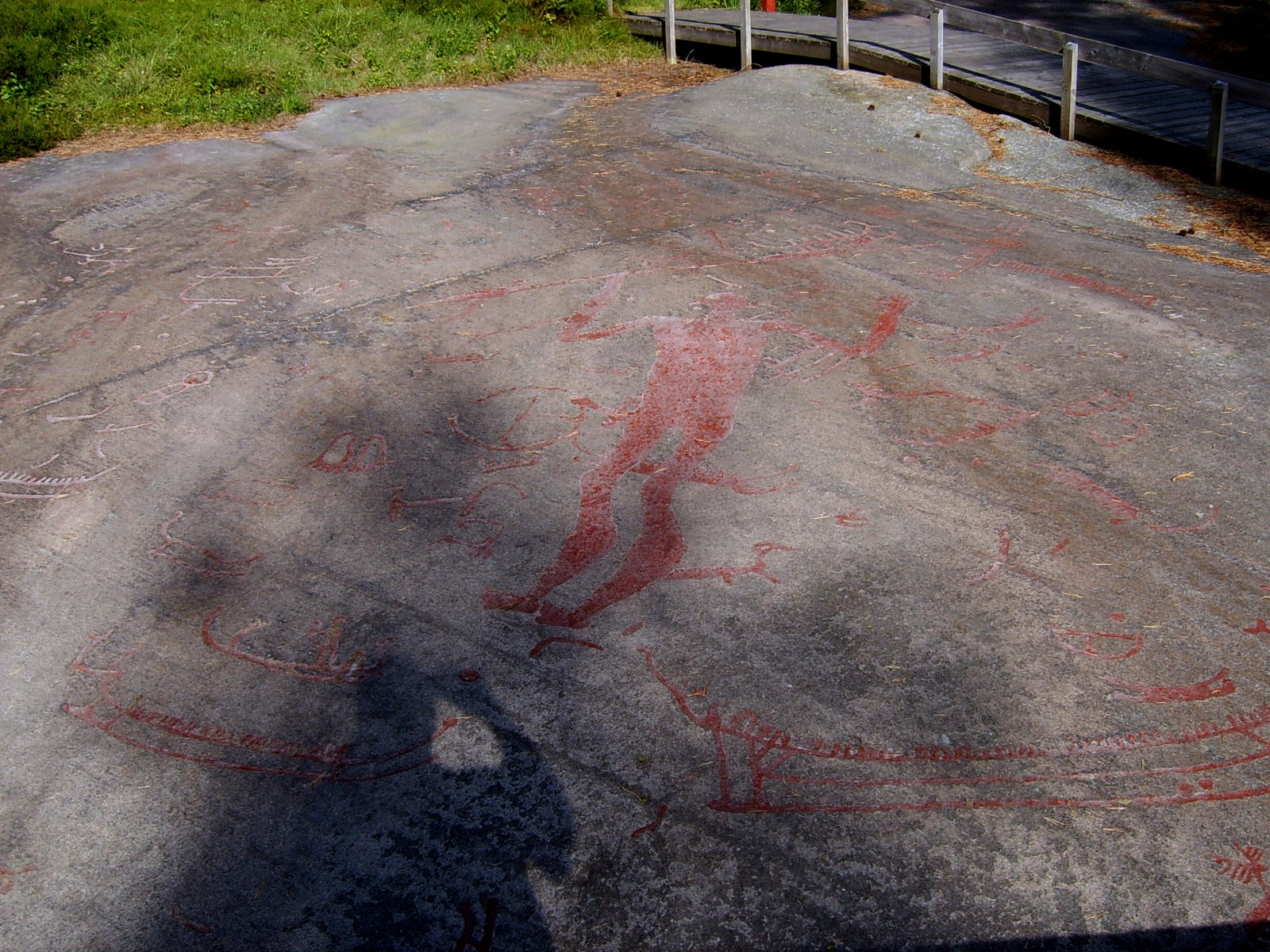
5. Litsleby, El gran hombre con jabalina.

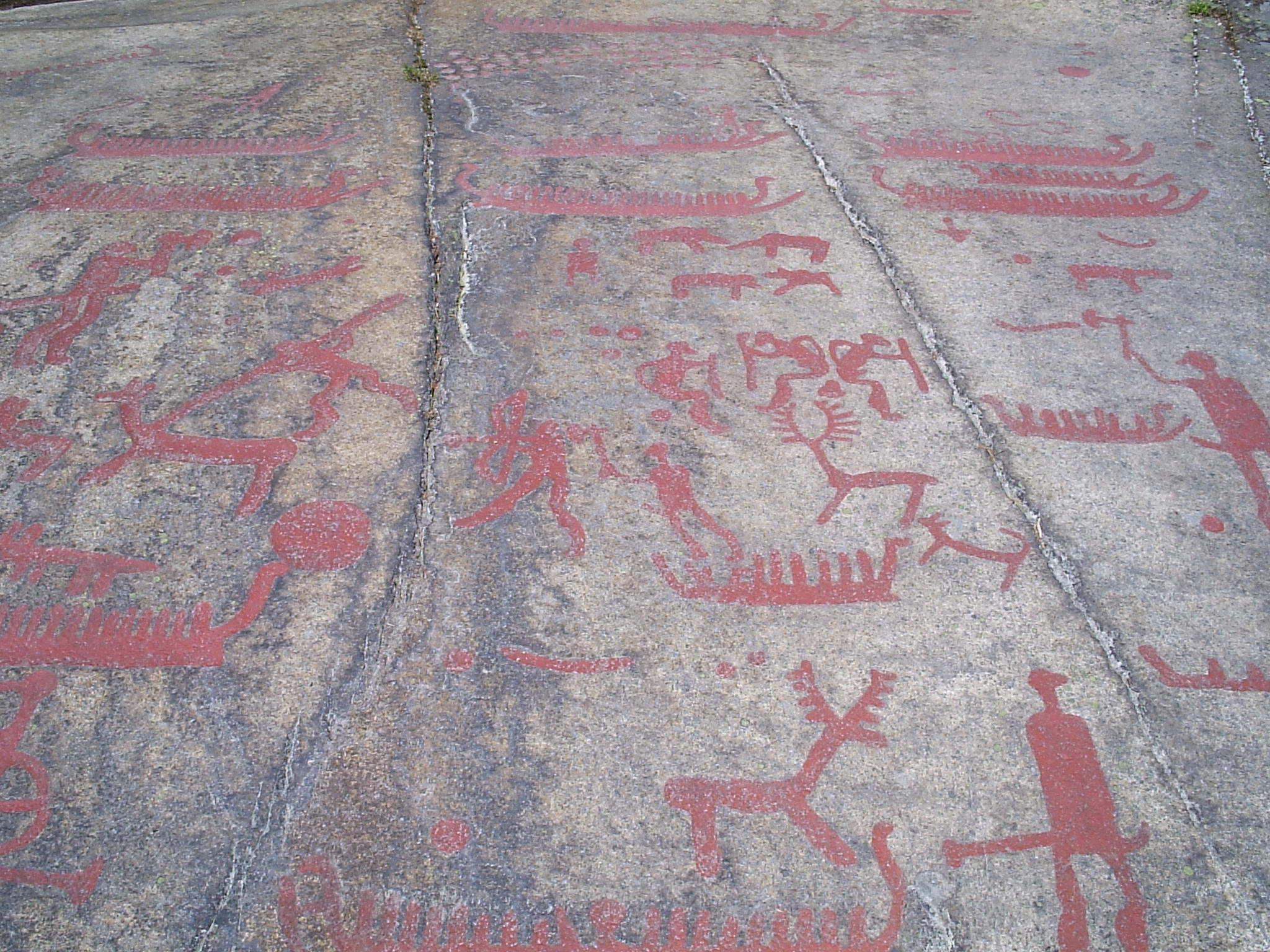
Fossum

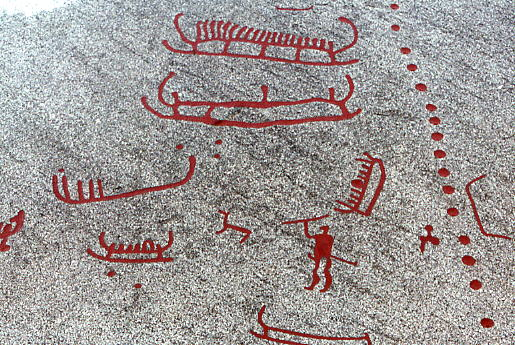
6. Vitlycke, losa principal, cuarto bajo derecha.

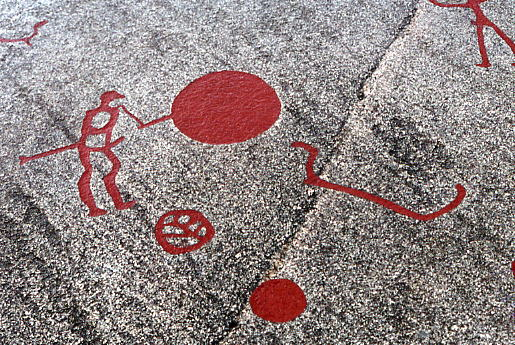
7. Vitlycke, losa principal, cuarto bajo derecha.

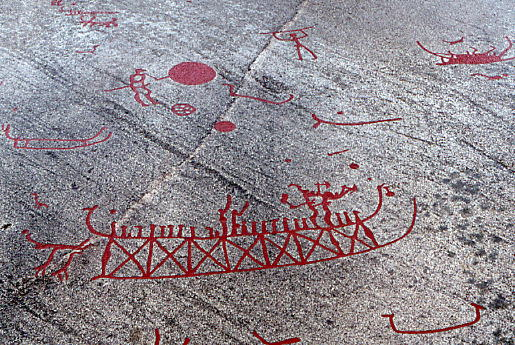
8. Vitlycke, losa principal, cuarto bajo derecha.

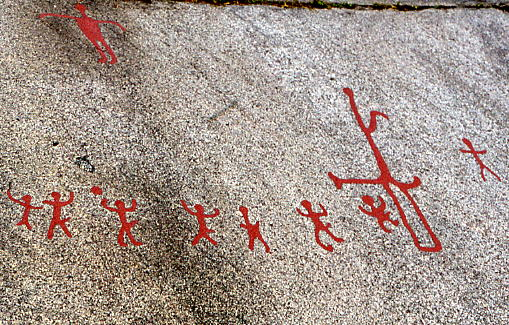
9. Vitlycke, losa principal centro izquierda.

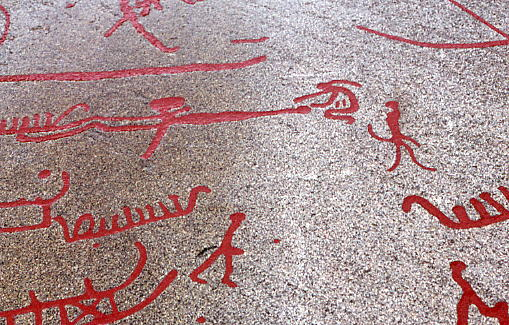
10. Vitlycke, losa principal, cuarto bajo izquierdo.

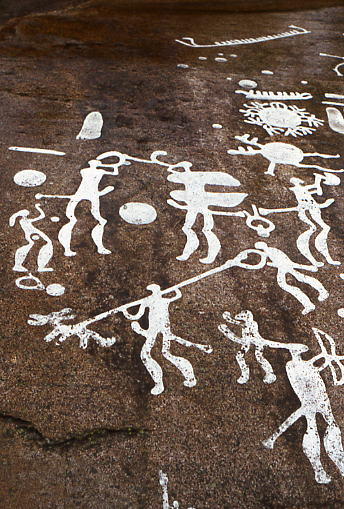
Otro grabado de la región.

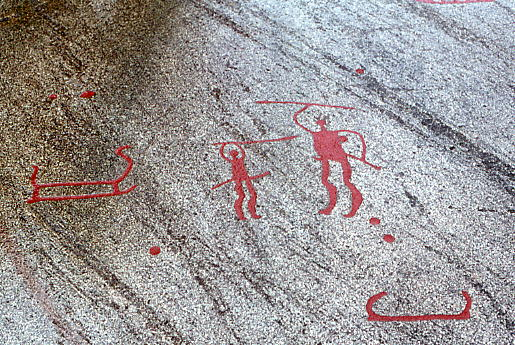
11. Vitlycke, losa principal, cuarto bajo izquierdo.

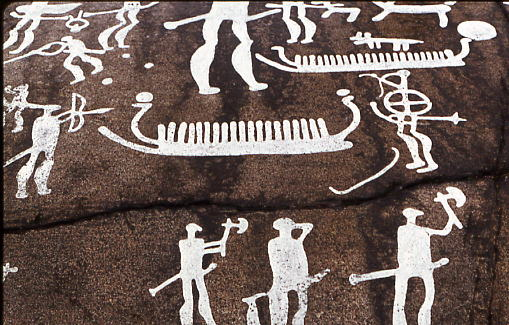
Otro grabado de la región.

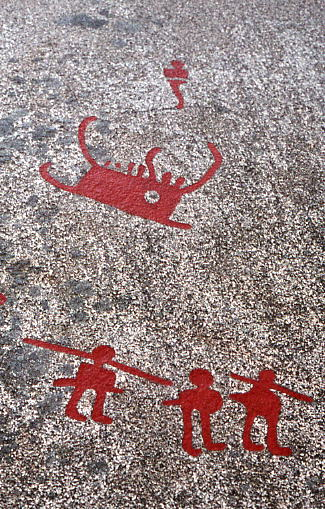
12. Vitlycke, losa principal, centro derecha.

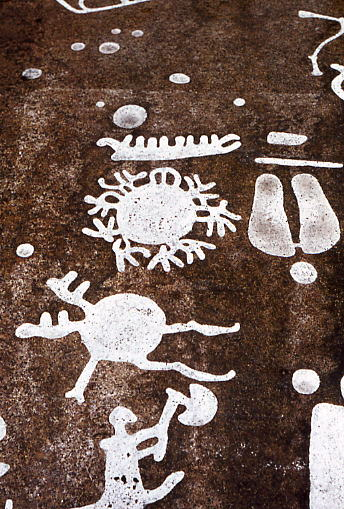
Otro grabado de la región.

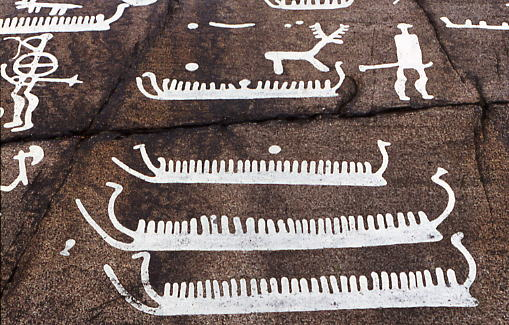
Otro grabado de la región.

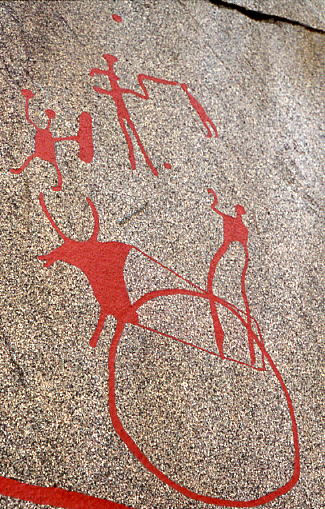
14. Vitlycke, losa principal, cuarto arriba izquierda.

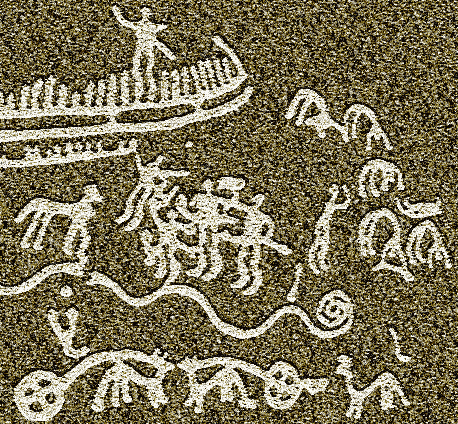
Otro grabado de la región, Askun raä

En Escandinavia del norte, amplias regiones de Noruega y centro de Suecia, numerosos grabados representando cazadores y animales pueden estar vinculados al tiempo megalítico. Más al sur, los grabados, realizados sobre losas rocosas, se refieren más bien a la vida de los agricultores y datan de la Edad del Bronce. En Alemania (Schleswig-Holstein y Baja Sajonia) están presentes las cúpulas, imágenes de manos o pies, imágenes del sol y de figuras humanas. En Dinamarca se encontraron cientos de grabados, sobre todo de cúpulas. En Noruega los grabados más importantes se encuentran en Østfold, Rogaland y Trøndelag (cerca de Trondheim). Los grabados son mucho más numerosos en Suecia, en particular, en Bohuslän, Östergötland y Uppland. En Bohuslän alrededor de 1200 rocas planas tienen figuras.

## La región de Tanum
La región es especialmente rica en vestigios prehistóricos, dólmenes y cuevas funerarias de la época megalítica, grabados rupestres y túmulos de la Edad del Bronce, campos de sepulturas, menhires, Domar-ringar ( “círculos de los jueces” ) y grandes piedras dispuestas en forma de navíos que datan de la Edad del Hierro. Los frescos fueron grabados por martilleo con la ayuda de piedras duras, sobre losas de granito al principio de la Edad del Bronce, entre 1800 y 500 a. C. Algunos grabados de Vitlycke, como los de los hombres que llevan escudos cuadrangulares, no podrían ser, sin embargo, anteriores al 300 a. C. Los motivos representados son significativos de las creencias de los hombres en esta región del sur de Suecia. Los temas agrícolas y de caza son numerosos, así como los barcos. Los grabados se agrupan generalmente en pequeños cuadros separados, pero existe también escenas más amplias. Se encontraron más de 10 000 grabados en la región de Bohuslän. La mayoría de los grabados han sido destacados con pintura roja para más legibilidad, pero no se sabe si estaban coloreados en origen.

## Los sitios
- Vitlycke, a dos kilómetros aproximadamente al sur de Tanum, presenta siete grupos de frescos. El más grande, sobre una losa inclinada de 30 en 35 grados con relación a la horizontal, tiene una altura de 7 metros y una anchura de 22 metros. Están representadas más de 400 imágenes y símbolos, de las que alrededor de 250 son figuraciones y 165 cúpulas. Reúne, en particular, numerosos barcos y una famosa pareja: la de los jóvenes casados (Imágenes n.° 1 y  2) y muy cerca un hombre que esgrime una hacha.

Otros seis conjuntos, claramente menos importantes y más deteriorados, se encuentran más al sur, en una distancia total de alrededor de 500 metros. El segundo presenta un barco de una forma relativamente rara con el puente curvo, el cuarto, varias aves ( ¿grullas? ) de largo cuello cazadas por un hombre que levanta un hacha.
Dos túmulos funerarios (Imagen n.°  3) hechos con grandes piedras se encuentran en las zonas elevadas. Se ha establecido un museo consagrado a los grabados en este lugar, y también una granja de la época, reconstituida. 
- Finntorp, a un kilómetro aproximadamente al norte de Vitlycke, es más difícil de encontrar.

- Aspeberget, a un kilómetro aproximadamente al sur de Vitlycke: entre las numerosas escenas, destaca la de rebaños con sus pastores, un arquero, un labriego, un carro (Imagen n.°  4).

- Litsleby, a un kilómetro aproximadamente al suroeste de Aspeberget presenta cúpulas y huellas de pies, figuraciones humanas y animales, en particular el grabado de más de dos metros de un hombre que lleva una espada y una jabalina, el mayor identificado de esta época (Imagen n.°  5). El lugar de  Tegneby se encuentra a 100 metros (hombre sobre caballos).

- Fossum, a tres kilómetros aproximadamente al noreste de Tanum. El lugar cuenta con en torno a 200 grabados, datando de 700-600 av. JC (numerosos barcos y figuraciones humanas que llevan espadas y hachas).

## Historia
En 1627 Peder Alfaön, profesor de la Universidad de Kristiana (Oslo), realizó las primeras copias de los grabados tras un viaje a la región del Bohuslän. En 1848 Axel Emanuel Holmberg publicó Skandinaviens Hällristningar ( Grabados rupestres de Escandinavia ), en el que presenta una parte de las figuraciones grabadas de Vitlycke. En 1881 - 1891 y 1891 - 1908 el dibujante danés Lauritz Baltzer realiza en dos volúmenes Hällristningar fran Bohuslän (Grabados rupestres del Bohuslä), que contiene reproducciones de 248 figuraciones.

## Interpretación
Las interpretaciones contemporáneas están de acuerdo en reconocer una dimensión religiosa a estos grabados, en relación con las creencias y los cultos de poblaciones que practicaban la agricultura. 

### Cúpulas
Encontramos estos huecos circulares con forma de cortes, de un diámetro de dos a cinco centímetros y de una profundidad de un centímetro, sobre la mayoría de las rocas. En el sitio de Vitlicke en cuentan en torno a 165. Una línea vertical de siete metros, sobre la parte derecha de la losa principal, reúne 68 cúpulas (Imagen n.° 6).
Estas cúpulas se interpretaron como figuraciones del sol, la luna, de los astros o de gotas de lluvia. Evocando los agujeros cavados con las azadas en los campos para sembrar los cereales, se las consideró también como símbolos de la fecundación de la tierra por dios del cielo. Otras interpretaciones dicen que estas cúpulas se grabaron para liberar la fuerza o “mana” de la roca, el polvo de piedra obtenido por la perforación era mezclado después con las semillas o con el forraje para transferir su fertilidad al suelo cultivado y al ganado.

### Trazado de los pies
A veces se dibujó solo el contorno del pie, un trazo transversal complementario pudiera evocar la correa que fijaba un zapato o una sandalia, o bien se grabó en su totalidad el pie, probablemente desnudo y con los dedos. 
Estas huellas pueden interpretarse como las de la divinidad y como señales de su protección. Pueden también ponerse en relación con cultos funerarios, una leyenda islandesa indica que se tenía la costumbre de proveer al difunto de zapatos para protegerlo de las piedras cortantes y de las espinas durante su viaje hacia el país de los muertos. 

### Soles
Las imágenes de sol están asociadas a cúpulas y figuraciones de hombres y de barcos. Se componen, a menudo, de un círculo y una cruz. Se encuentran en Vitlycke una docena de soles. Cerca de la larga línea de cúpulas una imagen de un hombre de un tamaño mayor que lo habitual presenta círculos concéntricos en la zona del estómago, el cuerpo de otros dos hombres está formado por cruces solares. Otro hombre, aún, lleva en la mano un disco, un sol o un tambor (Imagen n.° 7). 
Un motivo particular está compuesto de un pequeño disco rodeado de cuatro figuraciones ramificadas. Puede tratarse del sol y sus rayos o de la tierra y sus plantas. Para algunos el motivo da prueba de un culto solar, para otros tal culto, que no tuvo lugar más que en un período de la Edad del Bronce, tiene poca importancia en la comprensión de los grabados rupestres. 

### Navíos
Barcos y botes son, junto con las cúpulas, los motivos más frecuentes. Vitlycke presenta alrededor de 90 barcos de tamaño variable, de 15 centímetros a 3,6 metros. Los hombres de la tripulación se representan generalmente mediante pequeños trazos verticales, y las cabezas se indican, a veces, en forma de cúpulas. No es visible ningún remo. 
Están representados varios tipos de barcos utilizados durante la Edad del Bronce. Los botes se construyeron quizá con troncos de árboles horadados. Los barcos más grandes debían hacerse de pieles cuyo montaje se estiliza con trazos verticales o cruces (Imagen n.° 8). 
Se pensó que estas figuraciones tenían un carácter mágico y estaban destinadas a garantizar la riqueza a los comerciantes de la Edad del Bronce. La explicación no es seguramente suficiente cuando se observan las escenas en las que se dibuja a los hombres con las manos elevadas y ofreciendo hachas (Imagen n.° 8). No se trataría de barcos empleados para un uso normal sino para un culto. En el sexto conjunto Vitlycke se ve otro barco con un hombre de pie a bordo, llevando un objeto de forma curvada sobre su cabeza y a otros seis arrodillados, o puestos en cuclillas, con las manos elevadas y llevando también objetos. 

### Figuraciones humanas
En Vitlycke se cuentan más de 50. Una con los brazos en horizontal de 4,5 metros de longitud, podría ser la imagen de un sacerdote. Están representados numerosos hombres con las manos elevadas (Imagen n.° 9), señal de la dimensión religiosa de los grabados. A menudo van armados con espadas, jabalinas, arcos o hachas (Imágenes n.° 11 y 12). Varios están representados con un largo falo. Algunos presentan fuertes mentones o adornan sus cabezas con cuernos u otros atributos. Solamente son identificables claramente dos figuraciones femeninas por la presencia de trenzas o de cabelleras más pobladas. Una de estas figuras, con las rodillas curvadas, está considerada como uno de los más bellos grabados de la Edad del Bronce (derecha de la imagen n.° 10). Su posición recuerda a la de algunos personajes (orantes) dibujados a bordo de los barcos. 
Uno de los grabados más notables de Vitlycke es el llamado de los “jóvenes casados” (Imágenes n.° 1 y 13), representando a un hombre y a una mujer (cabello largo) que se abrazan. A su izquierda un hombre, dos veces más grande, está vuelto hacia ellos y levanta un hacha. Seguramente es una divinidad. Una hipótesis interpreta la escena como una boda ritual y fecundación simbólica de la diosa-madre.
Parecería que la muerte y los funerales del dios de la fertilidad, momento importante del año agrícola, están mencionadas en una escena de “lamento” (Imagen n.° 10) donde la mujer arrodillada examina a un hombre que lleva una espada y cuyos pies tocan un barco. Esta figuración correspondería a las ceremonias practicadas en otoño, con la salida en barco de dios de la fertilidad, cuya vuelta se acoge en triunfo en la primavera. Esta vuelta está representada probablemente en la escena donde siete pequeños “orantes” (Imagen n.°  9) están colocados delante de una silueta, mucho mayor, del dios o del representante de su culto. 
la parte alta de la gran losa de Vitlycke, a una parte y a otra de la línea de cúpulas, presenta una escena de lucha (Imagen n.° 2') seguramente más ritual que real, entre los representantes del verano y del invierno, como existió en las fiestas populares.

### Figuraciones animales
Una docena de animales se grabaron en Vitlycke, de los que es difícil precisar las especies. En la parte superior de la losa, al borde de la línea de cúpulas, se pueden identificar dos pequeños ciervos. La mayoría de los animales, frecuentemente perros y caballos, son cuadrúpedos cuyas cuatro patas están representadas incluso los que se realizaron de perfil. Hay un animal con cuernos, que puede ser una vaca o un buey. Es posible que se trate de víctimas de sacrificios. También está representada una ballena. 
Las figuraciones animales y humanas aparecen a menudo asociadas, así se ve en la composición en la que en la parte de arriba de un círculo, se encuentran reunidas las siluetas de un buey y de un hombre (Imagen n.° 14). A la derecha de este grabado otro hombre parece sujetar a un animal de la brida. Encontramos aún un hombre a caballo, estilizado en un trazo vertical como los pasajeros de los barcos. 
En otro grabado, en lo alto y a la izquierda de la línea de cúpulas, un caballo está atado a un carro conducido por un dios o su representante en un culto, lleva cuernos y parece vestido con una piel de animal, con una serpiente colocada delante de su falo. Este carro de culto, imitando al trueno, debía implorar la lluvia fertilizante. Abajo a la derecha de la losa de Vitlycke, un hombre con los brazos elevados (orante) hace frente a una serpiente, lo que puede confirmar la asociación del falo y la serpiente en el culto de la fertilidad.

### Gentes de Vitlycke
En esta región el nivel del mar era hace 3000 años de 25 metros más elevado que hoy día. El clima era comparable al clima actual del sur de Francia. 
El paisaje se componía de bosques de robles, de olmos, de fresnos y tilos. 
La vivienda era comunitaria, las distintas generaciones de las familias se reunían en grandes casas (nunca representadas) de 30-40 metros de longitud y 6-8 metros de anchura. 
Las poblaciones vivían principalmente de la agricultura, de la ganadería (buey, oveja, cabra, cerdo), de la pesca (redes), también de la caza (arcos y trampas) y de la recogida de bayas y frutas. Se domesticó al perro y al caballo. 
La mayoría de los instrumentos eran de madera, hueso y piedra. El bronce (cobre y estaño) se importaba y se utilizaba esencialmente para las armas y las joyas. Los objetos en bronce a menudo se han encontrado en los lugares de sacrificio y en las tumbas. 
Se sacrificaban algunas armas y joyas, cereales y ganado, carros y arados en los lagos y en los cursos de agua. Se realizaban probablemente también sacrificios por el fuego y, al principio de la edad de Hierro, sacrificios humanos. 
Parece que los dioses de los talladores de rocas tenían cada uno su ámbito, con un dios del sol, un dios del mar, un dios de la fecundidad. 
Durante la Edad del Bronce, los hábitos funerarios cambiaron, los grandes túmulos situados en las cumbres de las montañas ya no se destinaban más que a una única persona, señal de una concentración del poder en individuos o familias.
La creación de los grabados parece extenderse hasta la Edad del Hierro. El final de esta producción debió depender de un cambio de creencias y de la introducción de nuevos dioses entre las poblaciones.

## Cerca de Tanum
- 188 m Este: Vitlycke Museo
- 445 m Sur: Aspeberget, grabados

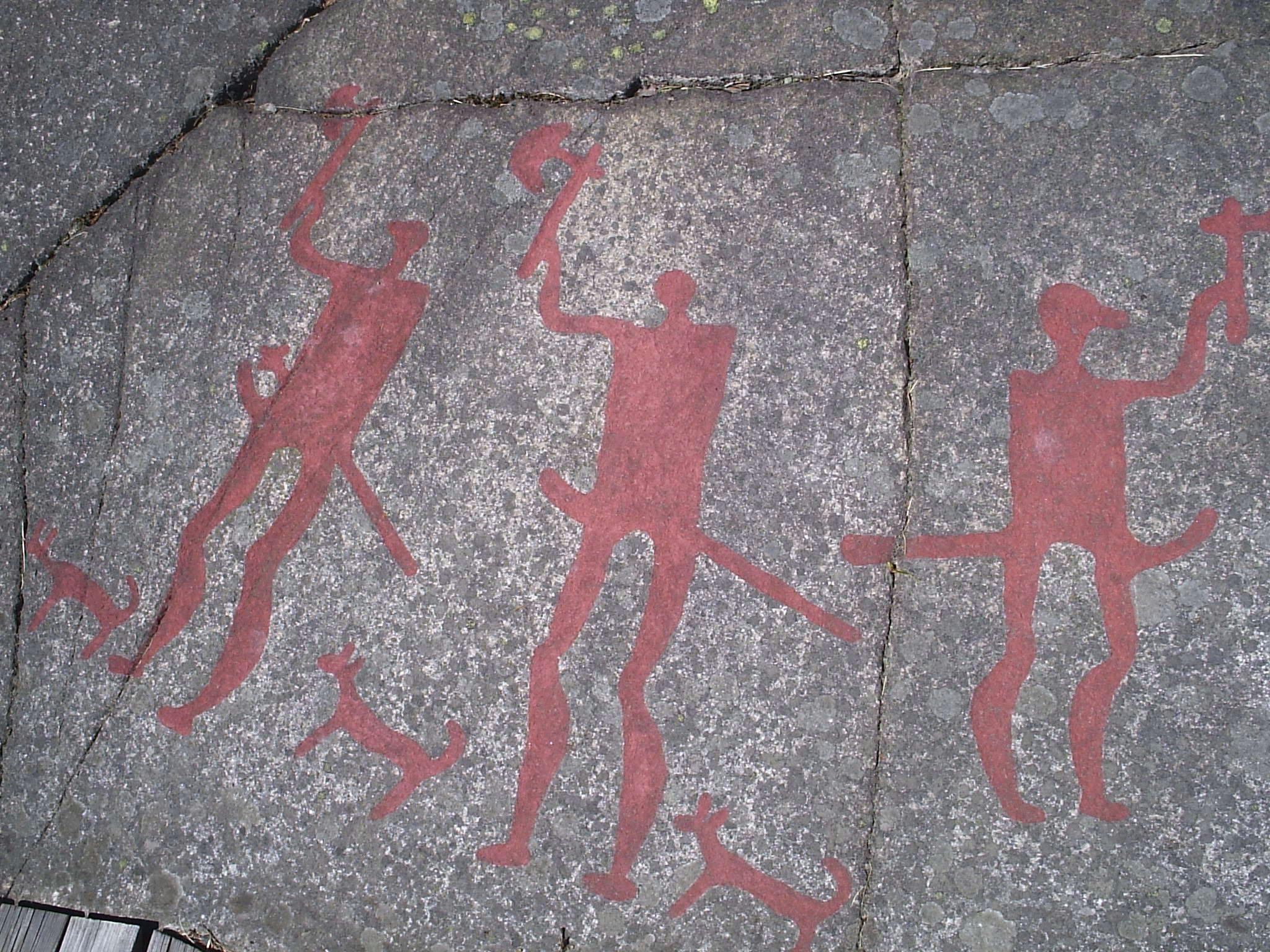
Fossum.

- 1,5 km Suroeste: Litsleby, grabados
- 3,7 km Noreste: Fossum, grabados
- 8,4 km Sur: Åbrott, círculo de piedras
- 17,3 km Sur: Torsbo, grabados
- 17,5 km Sureste: Stenehed, alineamientos
- 18,6 km Sur: Nasseröd, dolmen
- 20,3 km Sur: Kallsängen, grabados
- 20,8 km Sur: Vrångstad, dolmen
- 28,8 km Norte: Massleberg, grabados
- 29,3 km Sur: Åby, grabados
- 31,0 km Norte: Blomsholm, círculo de piedras
- 34,7 km Sur: Backa, 1 km al norte de Brastad, Communa de Lysekil, grabados
- 40,2 km Norte: Torp, entre Strömstad y la frontera noruega, grabados
- 41,2 km Sureste: Håvesten, círculo de piedras
- 54,6 km Sur: Brattås, dolmen

### Grabados rupestres en el mundo
- Arte rupestre del arco mediterráneo de la península ibérica en Almería
- Parque Arqueológico de Champaner-Pavagadh
- Sitios de arte rupestre de Kondoa
- Yacimientos prehistóricos y cuevas decoradas del valle del Vézère
- Cueva de Altamira y arte rupestre paleolítico del norte de España